# La Prison hantée
Pour plus de détails, voir Fiche technique et Distribution.
La Prison hantée (Furnace) est un téléfilm américain réalisé par William Butler et diffusé en 2007.

## Synopsis
Le détective Michael Turner enquête sur de mystérieux suicides qui ont lieu aux abords et dans l'enceinte du pénitencier de haute sécurité de Blackgate. Plus qu'une enquête, c'est une quête de recherche de la vérité pour un meurtre et une disparition jamais élucidés, qui se sont produits dans la prison il y a fort longtemps.

## Fiche technique
- Titre : La Prison hantée
- Titre original : Furnace
- Réalisation  : William Butler
- Scénario : Aaron Strongoni, William Butler et Scott Aronson
- Photographie : Viorel Sergovici
- Musique : Noah Sorota
- Pays d'origine :  États-Unis
- Durée : 90 minutes
- Date de diffusion : 2007

## Distribution
- Ja Rule : Terrence Dufresne
- Michael Paré : Detective Michael Turner
- Jenny McShane : Docteur Ashley Carter
- Danny Trejo : Fury
- Tom Sizemore : Frank Miller
- Kelly Stables : Karen Bolding
- Paul Wall : Joey Robbins
- Clay Steakley : Scags
- Taylor Kinney : Bill Jamison
- Richard Cowl : Simon Furst